# Lutz Lenz
Lutz Lenz (* 19. November 1942 in Waigandshain; † 8. Dezember 2022) war ein deutscher Klassischer Philologe.
Lutz Lenz studierte ab 1962 Klassische Philologie an den Universitäten zu Frankfurt am Main und Heidelberg. 1968 und 1970 legte er das Erste und Zweite Staatsexamen in Frankfurt ab. 1971 wurde er an der Universität Frankfurt mit der Dissertation Der homerische Aphroditehymnus und die Aristie des Aineias in der Ilias promoviert. Anschließend arbeitete er im Schuldienst, bis er 1986 als Oberstudienrat im Hochschuldienst an der Universität Frankfurt angestellt wurde. Hier hielt er schwerpunktmäßig Lehrveranstaltungen zur Fachdidaktik des Altsprachlichen Unterrichts. Seit 2008 war er im Ruhestand.
Lutz Lenz beschäftigte sich hauptsächlich mit der antiken griechischen Literatur (Homer, Aischylos, Aristophanes) und mit Komparatistik. Gemeinsam mit Kurt Roeske und Hartmut Ruhbach gab er das zweiteilige Lehrbuch Eklogai. Einführung in das neutestamentliche Griechisch (1973–1994) heraus.